# Smede- og maskinværksted fra Rynkeby, Fyn
Frilandsmuseets Smede- og maskinværksted fra Rynkeby stammer fra landsbyen Rynkeby på Østfyn, otte km sydvest for Kerteminde. Værkstedets indgangsgavl lå direkte ud til Rynkeby Bygade. 
Bygningen består af to oprindeligt adskilte, på hinanden vinkelstillede, bygninger: En smedje fra 1880’erne og en lidt yngre værkstedsbygning fra 1899. I 1919 blev de bygget sammen til én vinkelbygning. 
Bygningen, der i dag er en del af Frilandsmuseets Stationsby-miljø, er erhvervet i 2003 og blev åbnet på museet i 2007. Boligen, som hørte til værkstedet, er ikke medtaget på Frilandsmuseet.

## Stationsbyens bygninger
Bindingsværk havde været det almindelige på landet, men stationsbyens bygninger blev typisk opført i grundmur med de nye, billige, maskinstrøgne mursten. Det medførte typisk komplikationer, når landhåndværkeren og bygmesteren forsøgte at benytte den erfaring, han havde fra bindingsværket på den grundmurede bygning, som fordrede helt andre konstruktionsteknikker. Samtidig blev han udfordret af tidens store udvalg af nye industrielt fremstillede byggematerialer. Smede- og maskinværkstedet fra Rynkeby rummer også flere eksempler på denne tendens. Man forsøgte sig med den støbte sokkel, da man opførte den nye værkstedsbygning i 1899, men man brugte stadigvæk store sten som bærelag, som man havde gjort det med tidligere tiders stensyld. Hulmurens afslutning mod tagfoden voldte tilsyneladende også problemer i Rynkeby og det havde stabilitetsvækket både mur og tagværk. 

## Frilandsmuseets udstilling i bygningen
Helt modsat Stationsbyens anden værkstedsbygning, Snedker- og tømrerværkstedet fra Borre, Møn, er smede- og maskinværkstedet fra Rynkeby ikke tænkt som et autentisk værksted, som udstilles med sin egen specifikke historie i fokus. Den er i højere grad en repræsentant for det generelle. Hensigten med smedeværkstedet er at formidle metalfagene, herunder også den del af metalfagene, som fremstillede ting til hjemmet: Lamper, håndtag, beslag, kander, fade mv. Metaltrykker og gørtler er derfor to fag, som Frilandsmuseet har tilført smedeværkstedet, mens det karetmagerværksted, som også var en del af det værksted, man overtog med bygningen, er udeladt i udstillingen. Maskiner og værktøj er 2005-2006 hentet i en lang række metalværksteder - heriblandt metaltrykker Poul Petersens værksted på Amager. Udstillingens tidssnit er perioden 1930-1940.
På Håndværkets Dage på Frilandsmuseet, som afholdes to weekender om året, er det muligt at se de gamle metalhåndværk demonstreret i ”Rynkeby Smede- og Maskinværksted", som der står på skiltet over indgangen.   

## H.C. Henriksens Smede- og maskinværksted
Det vides ikke, hvem der, sandsynligvis i 1880’erne, opførte smedjen, som er værkstedets ældste bygningsfløj. I 1899 udvides værkstedet med den mere signifikante længebygning, der typemæssigt relaterer sig til 1800-tallets industrielle værkstedsarkitektur. Det eksakte årstal for denne bygnings opførelse kendes, fordi man, jf. traditionen, lavede en lille udhuling i grundstenen til en metalkapsel indeholdende to mønter, der skulle opfattes som bygningsoffer, samt det lille lykkebringende brev med ordlyden: ”Tak for den Tid der er gaaet godt i det hidtidige Værksted. Held og lykke må følge det nye Værksted d. 17. juni 1899 Anders Jensen.” Denne opdagelse gjorde Frilandsmuseet ved et lykketræf, da man forberedte nedtagningen af bygningen i Rynkeby. En grundsten blev udtaget af murværket til nedlægning på Frilandsmuseet og denne sten viste sig at være den oprindelige grundsten. Tidligere nedtog museet bygninger sten for sten, når man flyttede dem, men i forbindelse med Stationsbyens murede bygninger har man på Frilandsmuseet udviklet en ny teknik, hvor man flytter større murpartier ad gangen.  
I 1914 købte den unge og driftige maskinbygger Henrik Christian Henriksen smedeværkstedet. Hans mål var at udvikle, bygge og sælge maskiner, som imødekom landbrugernes stigende ønsker om maskinløsninger, der kunne effektivisere arbejder som tærskning, såning, foderhakning og jordbehandling, og således sikre et højere udbytte. Henriksen var mand for at indfri de mange ønsker og kunderne strømmede til. Han byggede maskiner som tærskeværker, halmpakkere, kværne og sækkeløftere. I 1919 sammenbyggede han de to på hinanden vinkelstående værksteder til én vinkelbygning. Henriksens værksted bestod af tre forskellige afsnit – et træværksted (karetmagerværksted), et maskinværksted og en traditionel smedje. Alle værkstedets maskiner blev trukket af remhjulene, som sad på én gennemgående aksel (forlagstøjet). Til at begynde med blev trækkraften leveret af en petroleumsmotor, som siden først blev erstattet af en jævnstrømsmotor og dernæst af en vekselstrømsmotor.  Værkstedet lå i tæt forbindelse med boligen (som stadigvæk står i Rynkeby), hvor Henriksen boede med kone og børn. Værkstedets tre ansatte boede alle på loftet over smedjen og var også på kost hos familien.
Henriksen beskæftigede sig i øvrigt med såvel stort som småt, som enhver anden landhåndværker. På værkstedet sleb man økser og sakse, foretog reparationer og leverede skruer, beslag og andet småt jerngods på bestilling. Allerede i 1914-15 reparerede Henriksen herregården Rønninge Søgårds centralvarmeanlæg og han havde også fire lokale andelsmejerier som kunder, for hvem han vedligeholdt kedler, pumper og haner, samt leverede nye rør til. Historien om Henriksens smede- og maskinværksted er således også fortællingen om evnen til at tilpasse et fag til nye behov. Smeden blev efterhånden i udstrakt grad VVS-mand – særligt efter anden verdenskrig, hvor han bl.a. indlagde vand, sanitære installationer samt centralvarme i boligerne, efterhånden som det blev mere almindeligt udbredt, ligesom han foretog rørarbejde for vandværkerne.
Da Henrik Christian Henriksen døde i 1956, overtog hans søn Erik Henriksen virksomheden. Erik Henriksen fik en mindre blodprop i 1970 og fortsatte herefter på nedsat blus, indtil værkstedet lukkede omkring 1980. Han døde i 1985. Frilandsmuseets Venner købte bygningen af Erik Henriksens søster Ellen Henriksen i 2003. 

## Bygningen
Smede- og maskinværkstedet fra Rynkeby er en grundmuret vinkelbygning opført i gule mursten og med støbt sokkel. De to sammenbyggede længer er på en række punkter ganske forskellige. Den ældste bygningsfløj ligger tilbagetrukket med langsiden mod vejen. Den har sadeltag af vingeteglsten og essens skorsten, som er placeret på tagryggen, er lagt helt ud til gavlen mod nord. Vinduerne er omtrent alle traditionelle tofagsvinduer i træ. I gavlen er placeringen af døren til smedjen samt en lem og et vindue i tagetagen ganske vilkårlig. Huset har ingen entydig værkstedskarakter og det er fortrinsvis den tofløjede dør med vinkelstillede ruder på østsiden og støbejernsvinduet af gotisk tilsnit til venstre for denne antyder identiteten.
Den yngre bygningsfløj har sadeltag af cementsten. Med sin symmetriske indgangsgavl direkte ud til gaden og langsidernes taktfaste række af ni ensartede fabriksfremstillede støbejernsvinduer og nøgterne blanke mur i maskinsten signalerer den industriværksted. Indgangsgavlen vender mod øst ligesom den gjorde i Rynkeby. Den tofløjede revleindgangsdør har, ligesom støbejernsvinduerne, der flankerer den, fladbuet overkant og gentages i mindre format i tagetagens luge med hejseværk umiddelbart over. På langsiden mod nord skærer en mindre kvadratisk trælem sig lidt brutalt ind i et af vinduernes hjørner, idet man åbenbart, på et tidspunkt, har haft behov for at kunne indføre et emne på netop dette sted. 
På bagsiden (vestsiden) af bygningen er døren til latrinet, som befinder sig i bygningsvinklens yderste hjørne.  

### Bygningens indretning
I det indre er vinkelbygningen opdelt i fire værkstedsafsnit, som tilsammen rummer nogle af mellemkrigstidens metalfag: Beslagsmed, maskinbygger, gørtler og metaltrykker. I den traditionelle smedje, i den ældste bygningsfløj, ses bl.a.: Kulfyret esse i gavlen, hvor den også oprindeligt var i Rynkeby, ambolt, valsemaskine og to remtrukne maskiner med vekselstrømsmotor: En maskinhammer (fjederhammer), der var ensbetydende med, at smeden ikke længere selv skulle svinge hammeren, og en metalsav. I overgangen mellem smedjen og maskinværkstedet findes et lille vestvendt, kvadratisk kemirum med galvaniseret jerndør. I maskinværkstedet i vinkelbygningens hjørne ses flere store remtrukne maskiner fra perioden omkring 1940. En standerboremaskine, en fræser, der f.eks. kan lave notgang til aksler, samt en lang drejebænk. Én vekselstrømsmotor og gennemgående forlagsaksel trækker samtlige maskiner i rummet. Et smalt rum med fløjdøre til begge sider, som er opstået ved, at museet har tilføjet en ekstra skillevæg i den yngre bygningsfløj, indrettes til metalsliberi og gørtlerværksted. I det forreste lokale mod gaden findes metaltrykkeriet og her ses bl.a. den store friktionspresse, som kan præge i plademetal og manifestere et tryk på 110 tons, og to trykbænke til korpusemner, der formes over træmatricer. Der findes vekselstrømsmotorer og forlagstøj på begge sider af rummet. Derudover er der klippemaskine, skæremaskine og bukkemaskine til vinkeljern, som alle opereres manuelt. En stor del af metaltrykkeriets maskiner og værktøj stammer, som nævnt, fra Poul Petersens værksted på Amager.

## Eksterne kilder og henvisninger
- Frilandsmuseets hjemmeside Arkiveret 8. juni 2012 hos  Wayback Machine
- Stationsbyen under opbygning Arkiveret 20. marts 2013 hos  Wayback Machine
- Fra Rynkeby til Frilandsmuseet - Fyns Stiftstidende 17. august 2003

55°47′18″N 12°29′29″Ø / 55.78833°N 12.49127°Ø